# Хо Юаньцзя
Хо Юаньцзя (кит. 霍元甲, пін. Huò Yuánjiǎ, кант. Fok Yuen Gap, доросле ім'я — Цзюньцін (кит. 俊卿, пін. Jùnqīng); 18 січня 1868 — 9 серпня 1910) — китайський майстер бойових мистецтв пізніх часів династії Цін, співзасновник шанхайської школи «Спортивна асоціація Чін Ву». Став національним героєм, коли за допомогою бойового мистецтва міцзун'ї («таємниче мистецтво») здобув перемоги над іноземними бійцями в широко розрекламованих поєдинках у часи, коли Китаю потерпав від воєнної і культурної інтервенції держав Заходу та Японії. Через легендарність Хо Юаньцзя міфи, пов'язані з його життям, іноді важко відрізнити від фактів.

## Раннє життя
Народився в селі Сяонаньхе, міський район Цзінхай агломерації Тяньцзінь, четвертим із десяти дітей відомого майстра бойових мистецтв Хо Еньді (1836—1917). Основним джерелом доходу родини було сільське господарство, але старший Хо також заробляв на життя супроводом та охороною торгових караванів до Маньчжурії.
Хо Юаньцзя народився слабким і хворобливим, страждав від астми та жовтяниці. Через це, попри традиційну в родині практику занять ушу, батько забороняв йому вивчати китайські бойові мистецтва. Проте Юаньцзя таємно тренувався, спостерігаючи за заняттями батька з учнями. Старший Хо погодився тренувати сина лише в 1890 році, коли майстер ушу із провінції Хенань переміг його старшого брата, але, несподівано для всіх, не зміг устояти проти Юаньцзя, який таким чином довів, що фізично здатний до занять.
Подорослішавши, Хо почав кидати виклики бійцям із сусідніх областей, перемагав їх у поєдинках, і його слава зростала. Згодом, коли одного разу Хо разом із батьком супроводжував караван, він переміг ватажка банди, яка напала на групу ченців. Звістка про його подвиг поширилася й додала йому слави.
У 1896 році Хо разом із дружиною і дітьми переїхав до Тяньцзіня, де заробляв на життя, працюючи вантажником в аптеці «Хуайцін» (кит.: 懷慶) та продаючи дрова.

## Здобуття національної слави
У 1902 році Хо відповів на виклик росіянина, який назвав китайців «хворими людьми Азії», оскільки ніхто не насмілився вийти проти нього. Після того як Хо прийняв виклик і переміг у міському парку «Сіюань», росіянин попросив вибачення за свою поведінку, пояснюючи її тим, що хотів просто влаштувати виставу та заробити на життя.
Між 1909 і 1910 роками Хо двічі їздив до Шанхаю, щоб прийняти виклик відомого в ті часи ірландського боксера Геркулеса О'Браєна. Вони сперечалися про правила таких поєдинків і врешті-решт погодилися, що переможе той, хто будь-яким способом відправить суперника в нокдаун. За переказами, Хо переміг О'Браєна, і ця його перемога дуже надихнула китайців та змусила їх замислитися над протидією західного панування. Проте також існує багато суперечок щодо того, чи відбувся цей бій насправді. За однією з версій, О'Браєн замість поєдинку вирішив залишити місто.

## Спортивна асоціація Чін Ву
Між 1909 і 1910 роками Хо разом зі своїм близьким другом Нун Цзіньсунем заснували Центр фізичної підготовки Чін У (або Цзін У, кит.: 精武体操会), пізніше, у 1919 році, перейменований на Спортивну асоціацію Чін Ву (кит. трад. 精武体育会, спр. 精武體育會, піньїнь: Jīngwǔ Tǐyùhuì). Центр задумувався як школа для навчання мистецтва самозахисту та покращення здоров'я й розуму; головою організації став Нун Цзіньсунь. Хо підтримувало багато відомих людей у Китаї та з еміграції, зокрема, із Токіо, Японія, — його близькі друзі, майбутній засновник Республіки Китай, «батько нації» Сунь Ятсен, та засновник Гоміндану Сун Цзяожень.

## Конфлікт з японською школою дзюдо
Хо, який страждав на жовтяницю та туберкульоз, звернувся по медичну допомогу до японського лікаря. Лікар, що був членом Японської асоціації дзюдо в Шанхаї, почувши про популярність Хо, запросив його школу на змагання. Учень Хо, Лю Чженьшен, змагався з дзюдоїстом. Хоча були суперечки щодо того, хто виграв поєдинок, обидві сторони загалом підтверджують, що змагання завершилися бійкою та що члени команди з дзюдо, включаючи головного інструктора, зазнали поранень, у тому числі переломів.

## Смерть
Хо помер у 1910 році у віці 42 років. У нього залишилася дружина, пані Ван (кит.: 王氏, повне ім'я невідоме; бл. 1869—1960), двоє синів — Хо Дунчжан (кит.: 霍東章) і Хо Дунґе (кит.: 霍東閣), та три доньки — Хо Дунжу (кит.: 霍東茹), Хо Дунлін (кит.: 霍東玲) і Хо Дунцінь (кит.: 霍東琴).
Історик Чень Гунчже, який також був одним з учнів Хо, вважав, що причиною смерті його вчителя стало кровохаркання. Чень писав, що інструктор з дзюдо познайомив Хо з японським лікарем, який призначив деякі ліки, але здоров'я Хо продовжувало погіршуватися. Хо був госпіталізований до лікарні Шанхайського Червоного Хреста, де й помер через два тижні. Хоча Чень не згадував, що ліки, призначені японським лікарем, містили якусь отруту, деякі лідери Спортивної асоціації Чін Ву припустили, що Хо був отруєний.
У 1989 році останки Хо та його дружини були ексгумовані та перенесені в інше місце. Судово-медична лабораторія муніципалітету Тяньцзіня виявили чорні плями на тазових кістках Хо та підтвердила, що вони містили миш'як. Однак важко встановити — була смерть Хо спричинена навмисним отруєнням чи медичним призначенням ліків, адже триоксид миш'яку використовувався в терапевтичних цілях протягом понад 2,5 тисячі років як частина традиційної китайської медицини.

## Спадщина
Хо помер через кілька місяців після того, як став співзасновником Спортивної асоціації Чін Ву. Він устиг запросив викладачем Чжао Ляньхе, заслуженого майстра стилю Шаолінь-міцзун. Згодом викладати в новій школі погодилися кілька інших майстрів бойових мистецтв. Серед них представник стилю «орлиний кіготь» Чень Цзічжен, стилю «богомола» — Ло Ґуан'юй, сін'їцюань — Ґен Сяґуан та засновник одного з головних напрямків тайцзіцюань У Цзяньцюань. У червні 1910 року газета «Істерн Таймс» від імені Хо оголосила про заснування асоціації Чін Ву. Це була перша цивільна організація бойових мистецтв у Китаї, яка не була пов'язана з певною школою чи стилем.

## У популярній культурі
Історія життя Хо та легенди про нього екранізовані в кількох фільмах і телесеріалах, зазвичай, гонконзьких. У цих адаптаціях Хо зображують як героїчного майстра бойових мистецтв, який бореться за гідність китайського народу перед лицем іноземної агресії. За сюжетом, його отруюють іноземці (як правило, японці), які бачать у ньому загрозу свого панування в Китаї.

### Чень Чжень
Примітною особливістю деяких із цих екранізацій є поява Чень Чженя, вигаданого персонажа, якого вперше зобразив Брюс Лі у гонконзькому фільмі 1972 року «Кулак люті». У фільмі Чень Чжень є одним з учнів Хо. Він притягує вбивць свого вчителя до відповідальності та гарантує, що спадщина Хо, «дух школи Чін Ву», житиме й надалі.

### Список відомих акторів, які зіграли роль Хо Юаньцзя
| Рік  | Актор                       | Назва фільму        | Примітки   |
| ---- | --------------------------- | ------------------- | ---------- |
| 1981 | Хуан Юаньшен (Вонг Юен Сун) | «Легендарний Фок»   | телесеріал |
| 1982 | Браян Люн                   | «Легенда про бійця» | фільм      |
| 1995 | Едді Ко                     | «Кулак люті»        | телесеріал |
| 2001 | Вінсент Чжао                | «Хо Юаньцзя»        | телесеріал |
| 2006 | Джет Лі                     | «Безстрашний»       | фільм      |
| 2008 | Екін Чен                    | «Хо Юаньцзя»        | телесеріал |

### Пісня
У фільмі «Безстрашний» 2006 року звучить пісня «Хо Юаньцзя» у виконанні популярного тайванського музиканта Чжея Чоу.